# ジョニー・ブリート
- ジョニー・ブリトー

ジョニー・ラファエル・ブリート（Jhony Rafael Brito, 英語発音: /ˈʤɑni ˈbritoʊ/, 1998年2月17日 - ）は、ドミニカ共和国出身のプロ野球選手（投手）。右投右打。MLBのサンディエゴ・パドレス所属。

## 略歴

### プロ入りとヤンキース時代
2015年11月に契約金3.5万ドルでMLBのニューヨーク・ヤンキースとマイナー契約を結ぶ。以後マイナーでは先発投手として起用される。
2017年シーズン中にトミー・ジョン手術を行った。
2018年はシーズンにかけて全休となった。
2019年に1Aで復帰した。
2020年はCOVID-19の影響でマイナーリーグが開催されず、公式戦には出場しなかった。
2021年はハイAで開幕を迎えたが、球団傘下屈指のstrike-throwersとして好成績を収める。
2022年はトリプルAまで昇格。速球の平均球速が 90 mph 中盤まで急上昇した。オフに40人枠に追加され、MLB.comの球団プロスペクトランキングでは27位に入り込んだ。
2023年はヤンキースが開幕からローテーション先発投手のルイス・セベリーノ、カルロス・ロドン、フランキー・モンタスらがケガで離脱。その穴埋めとしてブリートが開幕ローテーションに抜擢され、4月2日のサンフランシスコ・ジャイアンツ戦で先発登板しメジャーデビュー。この試合では5.0回を投げて無失点、6奪三振を記録し、メジャー初登板で初勝利を挙げた。

### パドレス時代
2023年12月6日にフアン・ソト、トレント・グリシャムとのトレードで、マイケル・キング、カイル・ヒガシオカ、ドリュー・ソープ、ランディ・バスケスと共にサンディエゴ・パドレスへ移籍した。
2024年3月20日に開幕ロースター入りした。
2025年3月27日に15日間の故障者リスト入りして、開幕を迎えた。

## 選手としての特徴
平均90mph 台半ば・最速98mph の速球と、80mph 台半ばのチェンジアップが主な球種で、その他にスライダーとカーブも使用する。
2021年のマイナーでの与四球率が1.62と優れた値を記録していた。2022年に速球の平均球速が急上昇すると、それに伴って与四球率も2.80に上昇した。奪三振能力は2022年シーズン時点ではあまり高くなく、打たせて取るタイプと評価されている。

## 詳細情報

### 年度別投球成績
| 年 度    | 球 団    | 登 板 | 先 発 | 完 投 | 完 封 | 無 四 球 | 勝 利 | 敗 戦 | セ 丨 ブ | ホ 丨 ル ド | 勝 率 | 打 者 | 投 球 回 | 被 安 打 | 被 本 塁 打 | 与 四 球 | 敬 遠 | 与 死 球 | 奪 三 振 | 暴 投 | ボ 丨 ク | 失 点 | 自 責 点 | 防 御 率 | W H I P |
| -------- | -------- | ----- | ----- | ----- | ----- | -------- | ----- | ----- | -------- | ----------- | ----- | ----- | -------- | -------- | ----------- | -------- | ----- | -------- | -------- | ----- | -------- | ----- | -------- | -------- | ------- |
| 2023     | NYY      | 25    | 13    | 0     | 0     | 0        | 9     | 7     | 1        | 1           | .563  | 372   | 90.1     | 82       | 14          | 28       | 0     | 4        | 72       | 0     | 1        | 47    | 43       | 4.28     | 1.22    |
| MLB：1年 | MLB：1年 | 25    | 13    | 0     | 0     | 0        | 9     | 7     | 1        | 1           | .563  | 372   | 90.1     | 82       | 14          | 28       | 0     | 4        | 72       | 0     | 1        | 47    | 43       | 4.28     | 1.22    |

- 2023年度シーズン終了時

### 年度別守備成績
| 年 度 | 球 団 | 投手（P） | 投手（P） | 投手（P） | 投手（P） | 投手（P） | 投手（P） |
| 年 度 | 球 団 | 試 合     | 刺 殺     | 補 殺     | 失 策     | 併 殺     | 守 備 率  |
| ----- | ----- | --------- | --------- | --------- | --------- | --------- | --------- |
| 2023  | NYY   | 25        | 8         | 8         | 1         | 1         | .941      |
| MLB   | MLB   | 25        | 8         | 8         | 1         | 1         | .941      |

- 2023年度シーズン終了時

### 背番号
- 76（2023年 - ）